# Doornrandweekschildpad
De doornrandweekschildpad (Apalone spinifera) is een middelgrote schildpad uit de familie weekschildpadden (Trionychidae). 

## Naam en indeling
De schildpad staat ook wel bekend onder de Nederlandse namen Noord-Amerikaanse drieklauwschildpad en stekelranddrieklauw. De wetenschappelijke naam van de soort werd voor het eerst voorgesteld door Charles Alexandre Lesueur in 1827. Oorspronkelijk werd de wetenschappelijke naam Trionyx spiniferus gebruikt.  Pas in 2000 werd de soort in het geslacht Apalone geplaatst door Brian I. Crother, waardoor de verouderde wetenschappelijke naam nog veel wordt gebruikt in de literatuur.
De soortaanduiding spinifera betekent vrij vertaald 'stekel-dragend'; spina = doorn en fero = drager. Deze naam slaat op de stekelachtige structuren aan de achterzijde van het rugschild. 

### Ondersoorten
Er worden zes ondersoorten erkend die voornamelijk te onderscheiden zijn als de dieren nog jong zijn. De voormalige ondersoort Apalone spinifera hartwegi wordt niet meer als zodanig erkend. De ondersoorten zijn onderstaand weergegeven, met de auteur en het verspreidingsgebied.
| Naam                            | Auteur              | Verspreidingsgebied                                     |
| ------------------------------- | ------------------- | ------------------------------------------------------- |
| Apalone spinifera aspera        | Agassiz, 1857       | Verenigde Staten (North Carolina)                       |
| Apalone spinifera atra          | Webb & Legler, 1960 | Mexico (Coahuila de Zaragoza)                           |
| Apalone spinifera emoryi        | Agassiz, 1857       | Verenigde Staten (Texas), Mexico (Coahuila de Zaragoza) |
| Apalone spinifera guadalupensis | Webb, 1962          | Verenigde Staten (Texas)                                |
| Apalone spinifera pallida       | Webb, 1962          | Verenigde Staten (Texas, Arkansas, Oklahoma)            |
| Apalone spinifera spinifera     | Lesueur, 1827       | De rest van het areaal                                  |

## Uiterlijke kenmerken

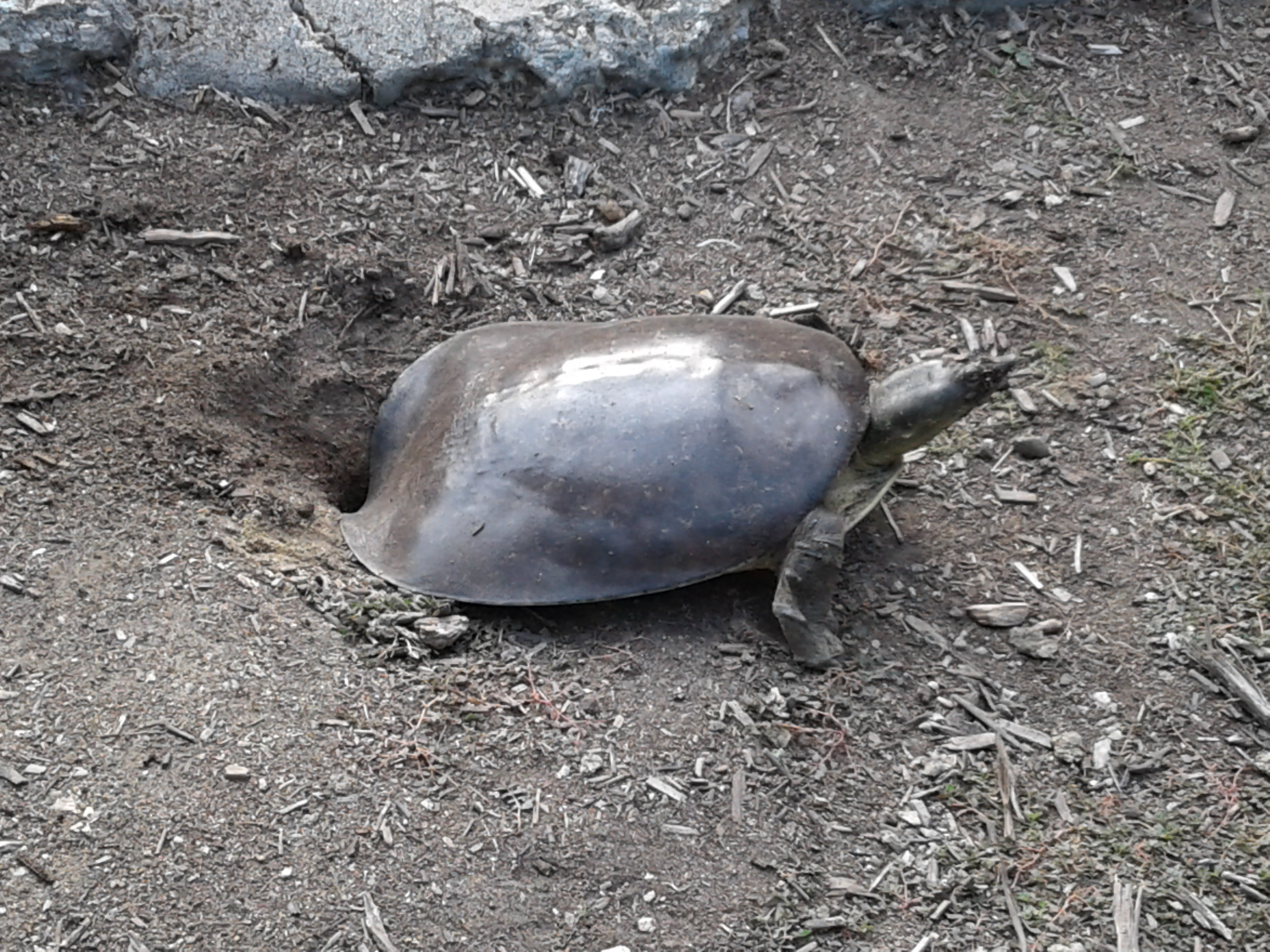
Een vrouwtje zet haar eieren af, exemplaar uit Californië, VS.

De doornrandweekschildpad is een middelgrote tot grote soort en kan een rugschildlengte bereiken van ongeveer dertig tot vijftig centimeter. Mannetjes hebben een rugschild van ongeveer acht tot tien cm (maximaal 22cm). Vrouwtjes worden minstens 28 cm lang, maximaal 54 cm. Het schild is rond van vorm en sterk afgeplat, opstaande kielen ontbreken. De soort is te herkennen aan het op schuurpapier lijkende oppervlak van het schild en de kleine stekels aan de voorzijde van het schild. Het buikschild is geel tot wit van kleur en heeft geen donkere vlekken. Het buikschild heeft geen scharnierende delen, de huid is zeer dun en de botten van de buikzijde kunnen door de huid heen worden gezien. 
De lichaamskleur is bij jongere dieren meestal groen tot bruin met donkergroene tot zwarte afstekende ronde vlekjes die in het midden lichter zijn. De schildpad kan zijn lichaamskleur enigszins aanpassen aan de kleuren van de leefomgeving. Als een exemplaar langere tijd in een andere omgeving leeft kan het de pigmenten in de huid lichter of donkerder laten worden. De schildrand heeft een zeer dunne, meestal gele rand. De mannetjes blijven de juveniele kleuren behouden maar bij vrouwtjes vervaagt het patroon na enkele jaren en wordt de lichaamskleur groenbruin tot grijs. De kop is smal en lang, de snuitpunt is zeer langwerpig en eindigt abrupt, de neusgaten zijn relatief groot. De lippen hebben een gele kleur met zwarte vlekjes. Aan de zijkanten van de kop zijn twee lichtere strepen aanwezig, één van de achterzijde van het oog tot in de nek en de andere van de mondhoek tot in de nek.
De mannetjes hebben een langere en dikkere staart waarbij de cloaca-opening dichter bij de staartpunt is gelegen. Daarnaast worden vrouwtjes gemiddeld 1,6 keer langer dan mannetjes

## Levenswijze
De schildpad komt regelmatig aan land om te zonnen, zoals op uitstekende houten delen of zandbanken. Dit in tegenstelling tot de meeste andere weekschildpadden die het water zelden verlaten. Het dier leeft grotendeels in het water en kan lang ondergedoken blijven door gebruik te maken van zowel cloacale ademhaling als keelademhaling. De schildpad spendeert veel tijd in de modderbodem waar het half ingegraven ligt te slapen of in een hinderlaag loert op prooidieren. Er wordt ook wel actief gefoerageerd waarbij de schildpad onder water zoekt naar voedsel. 
De doornrandweekschildpad staat bekend als een agressieve soort die andere schildpadden maar ook soortgenoten aanvalt als deze in de buurt komen. Bij hantering zal het dier fel van zich af bijten en de scherpe kaken kunnen hierbij beter vermeden worden. Met name grotere exemplaren kunnen bij de mens ernstige verwondingen veroorzaken. 

### Voortplanting en ontwikkeling

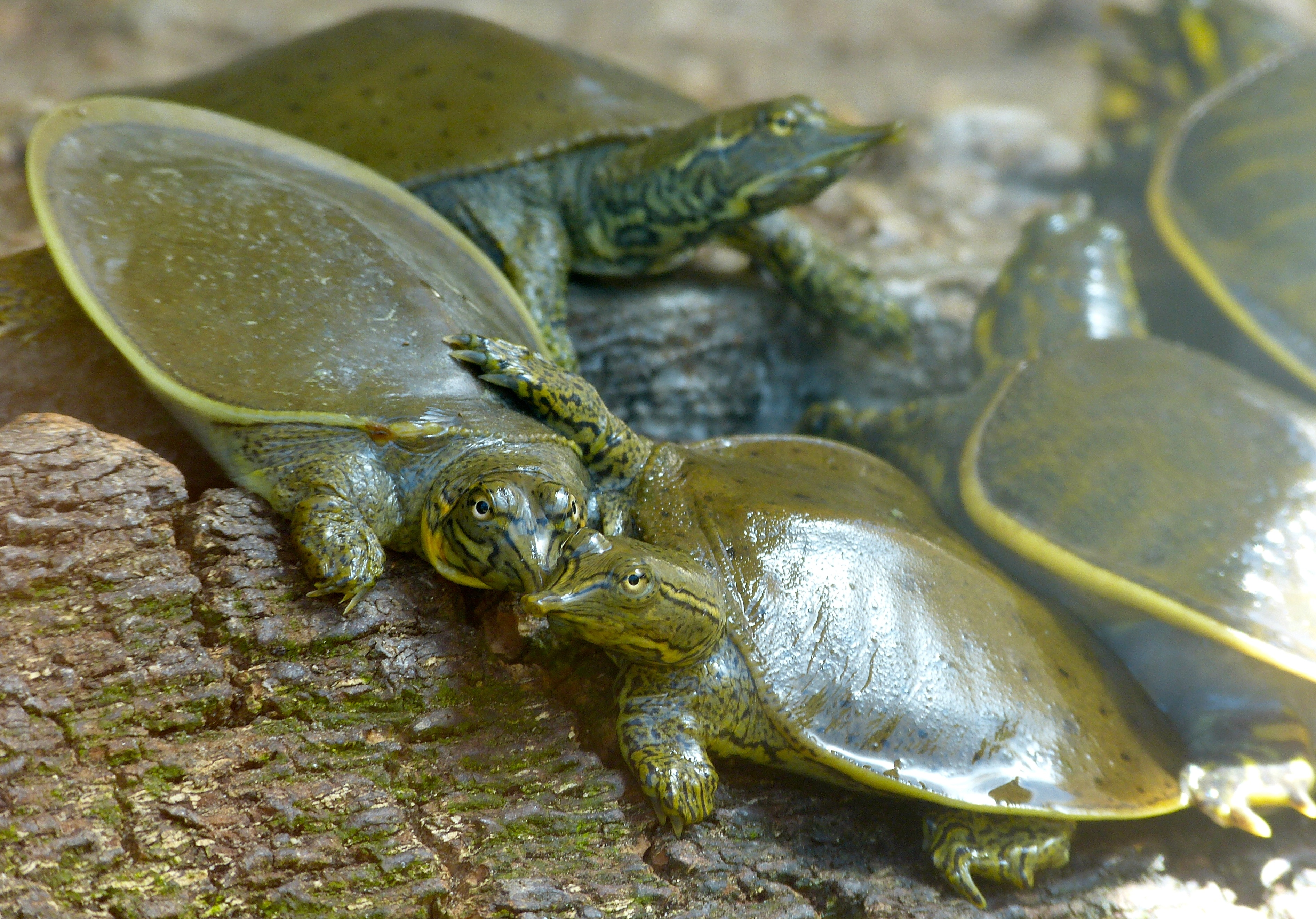
Enkele juveniele exemplaren uit de Franse dierentuin La Vallée des Tortues.

De paring vindt plaats van april tot mei waarna het vrouwtje meestal in juni tot juli tot twee legsels afzet die vier tot 39 eieren bevatten, meestal 12 tot 18. De eieren zijn rond van vorm, hebben een diameter van ongeveer 24 tot 32 millimeter en wegen tien tot elf gram. De eieren hebben een witte kleur en een broze schaal. De nesten zijn ongeveer 10 tot 25 centimeter diep en zijn flesvormig. Er is geen temperatuurafhankelijke geslachtsbepaling bekend zoals bij andere schildpadden voorkomt. Juvenielen hebben een schildlengte van ongeveer 33 tot 4 millimeter als ze uit het ei kruipen. De doornrandweekschildpad kan relatief erg oud worden, vrouwtjes met een schildlengte van meer dan 40 centimeter hebben een geschatte leeftijd van ruim 50 jaar. 

### Voedsel en vijanden
Op het menu staan voornamelijk rivierkreeften, daarnaast worden ook anderen buitgemaakt zoals  vissen, weekdieren, amfibieën, insecten en soms zelfs vogels, die verslonden worden nadat ze uit elkaar getrokken zijn. Ten slotte worden ook aas en waterplanten gegeten.
Belangrijke vijanden zijn wasberen en gestreepte skunks, die de eieren van de schildpad opgraven. Jongere dieren worden gegeten door vissen, schildpadden, slangen, vogels en rovende zoogdieren. Volwassen dieren hebben alleen krokodilachtigen en de mens als vijand. Doornrandweekschildpadden worden door vissers vaak onthoofd als ze in het aas bijten en worden binnengehaald.

## Verspreiding en habitat
De doornrandweekschildpad komt voor in delen van Noord-Amerika en komt voor in de landen Canada, de Verenigde Staten en Mexico. Binnen de Verenigde Staten is de soort te vinden in de staten Vermont, New York, Pennsylvania, West Virginia, Michigan, Minnesota, Ohio, Indiana, Kansas, Oklahoma, Kentucky, Nebraska, Tennessee, North Carolina, South Carolina, Georgia, Alabama, Mississippi, Florida, Wisconsin, Illinois, Minnesota, Iowa, Missouri, Arkansas, Texas, Louisiana, New Mexico, Arizona, Californië, Nevada, Utah, Montana, South Dakota, North Dakota, New Jersey en Colorado. In Canada wordt e soort aangetroffen in Ontario en Quebec en in Mexico in de staten Tamaulipas, Nuevo León, Coahuila de Zaragoza, San Luis Potosí, Chihuahua, Baja California, Morelos, Jalisco, Puebla, Guerrero en Sonora.
De habitat bestaat uit allerlei wateren van snelstromende rivieren zoals stilstaand water. De schildpad kan worden gevonden in meren, kreken, bayous en rivieren, er is een tolerantie voor brak water. Ook in door de mens aangepaste streken zoals waterreservoirs, irrigatiekanalen, vijvers  kan de schildpad worden gevonden. De soort prefereert een zachte bodem zoals zand of modder en enige onderwatervegetatie. 
Op de kaart rechts zijn de verspreidingsgebieden van de verschillende ondersoorten van de doornrandweekschildpad weergegeven. De ondersoort A. s. atra is niet opgenomen.

## Beschermingsstatus
Door de internationale natuurbeschermingsorganisatie IUCN is de beschermingsstatus 'veilig' toegewezen (Least Concern of LC).